# لايكن هايبرسبورت
لايكن هايبرسبورت (بالإنجليزية: Lykan HyperSport)‏ سيارة رياضية من إنتاج شركة دابليو موتورز ومقرها في الإمارات العربية المتحدة والتي تأسست عام 2012 في لبنان.
بتعاون لبناني  ومهندسين من ايطاليا. وتعتبر أول سيارة رياضة يتم تصميمها وإنتاجها في الشرق الأوسط.
وقد تم تصويرها في الفيلم الغضب 7 (بالإنجليزية: Furious 7)‏، وفي ألعاب الفيديو مثل : (Project CARS, Driveclub, Asphalt 8: Airborne, and GT Racing 2: The Real Car Experience)

## معرض صور

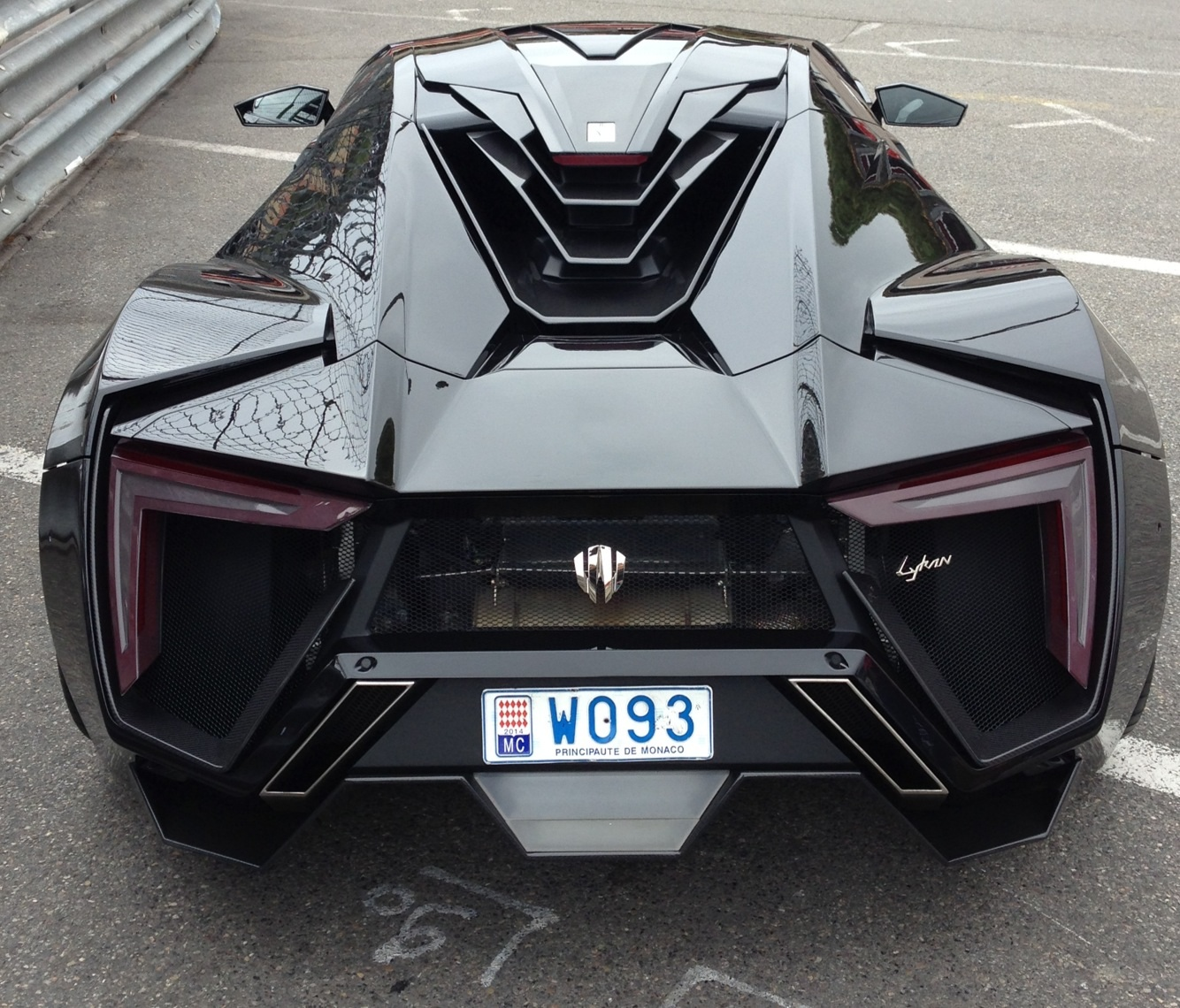
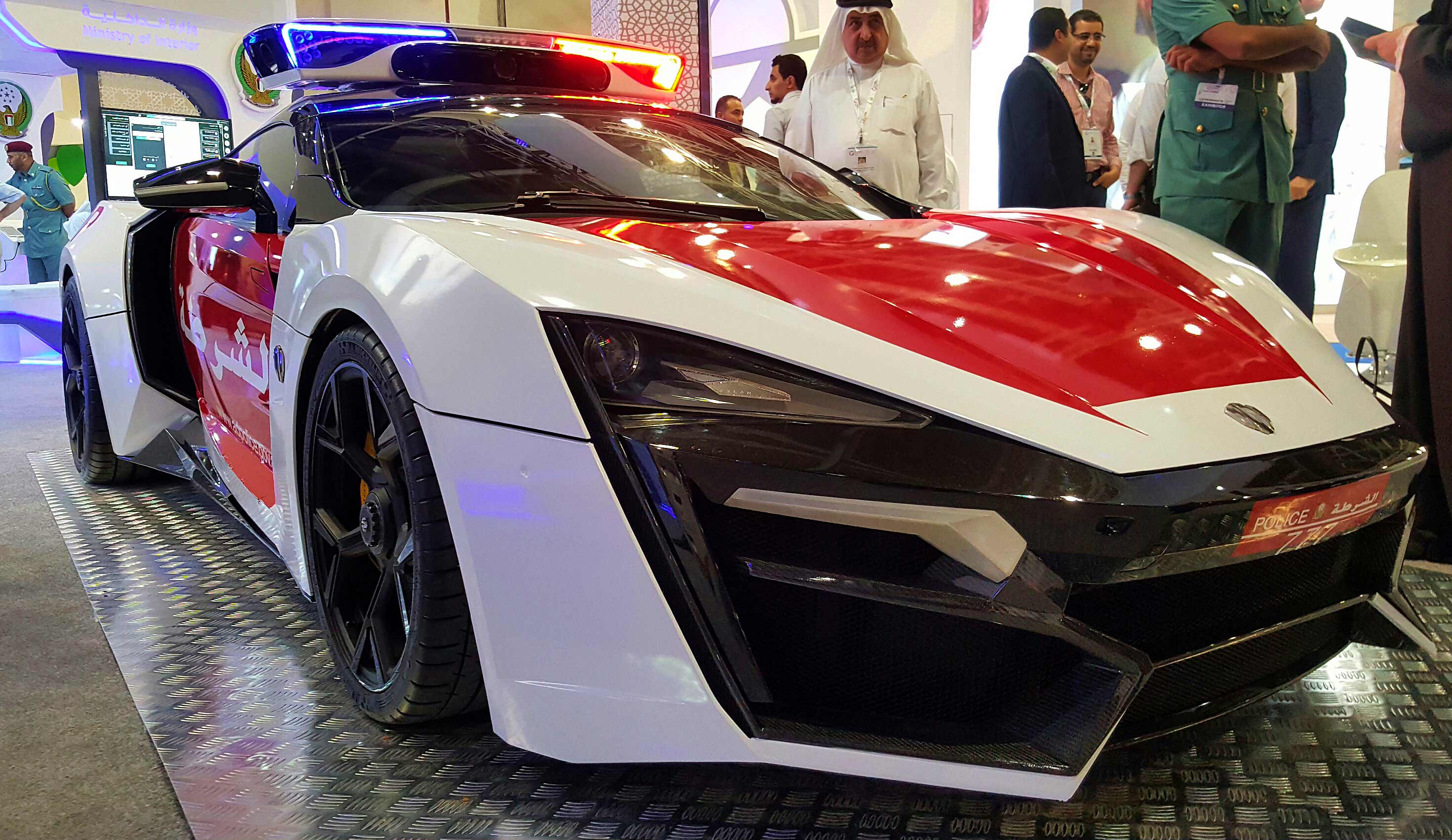
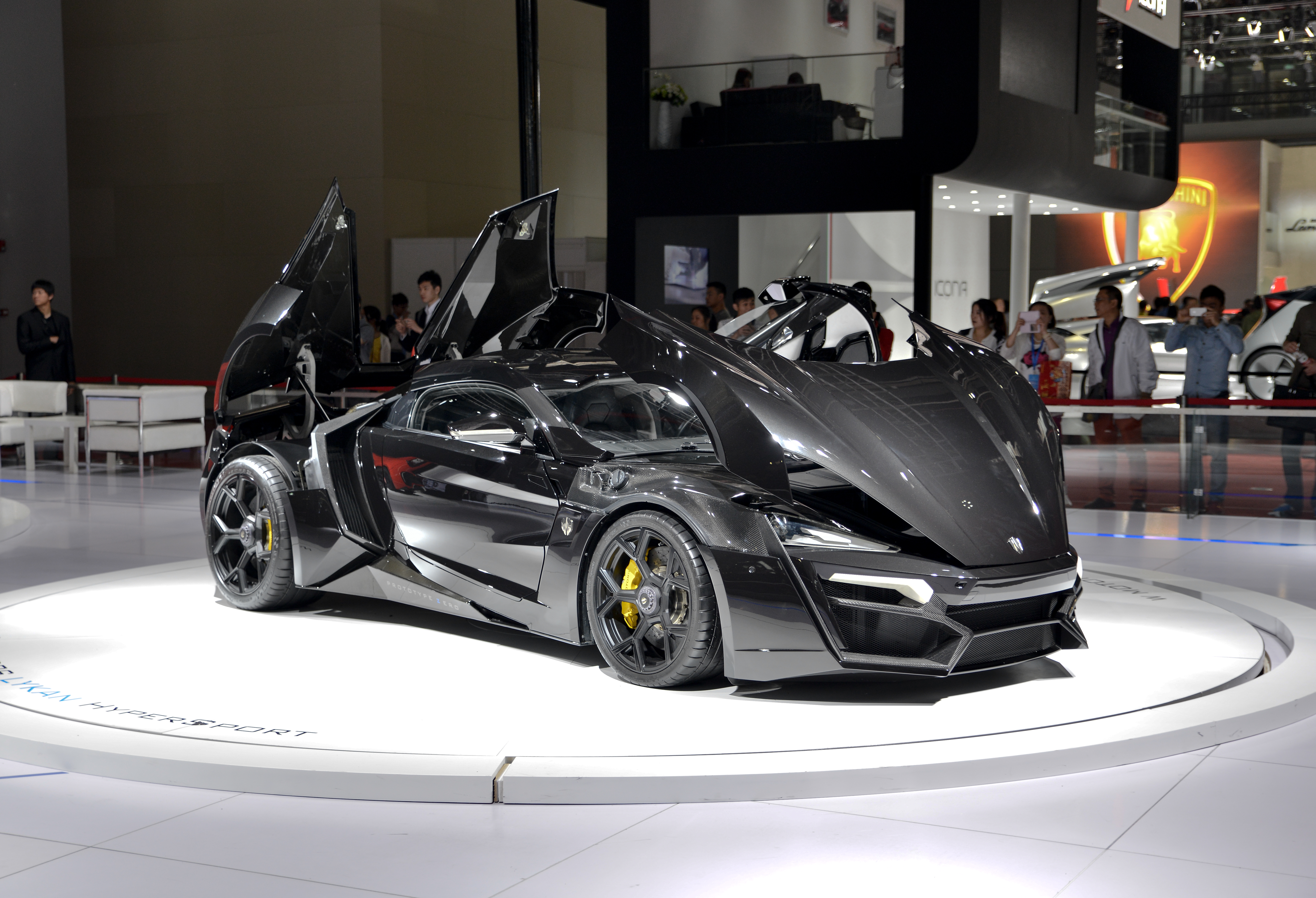
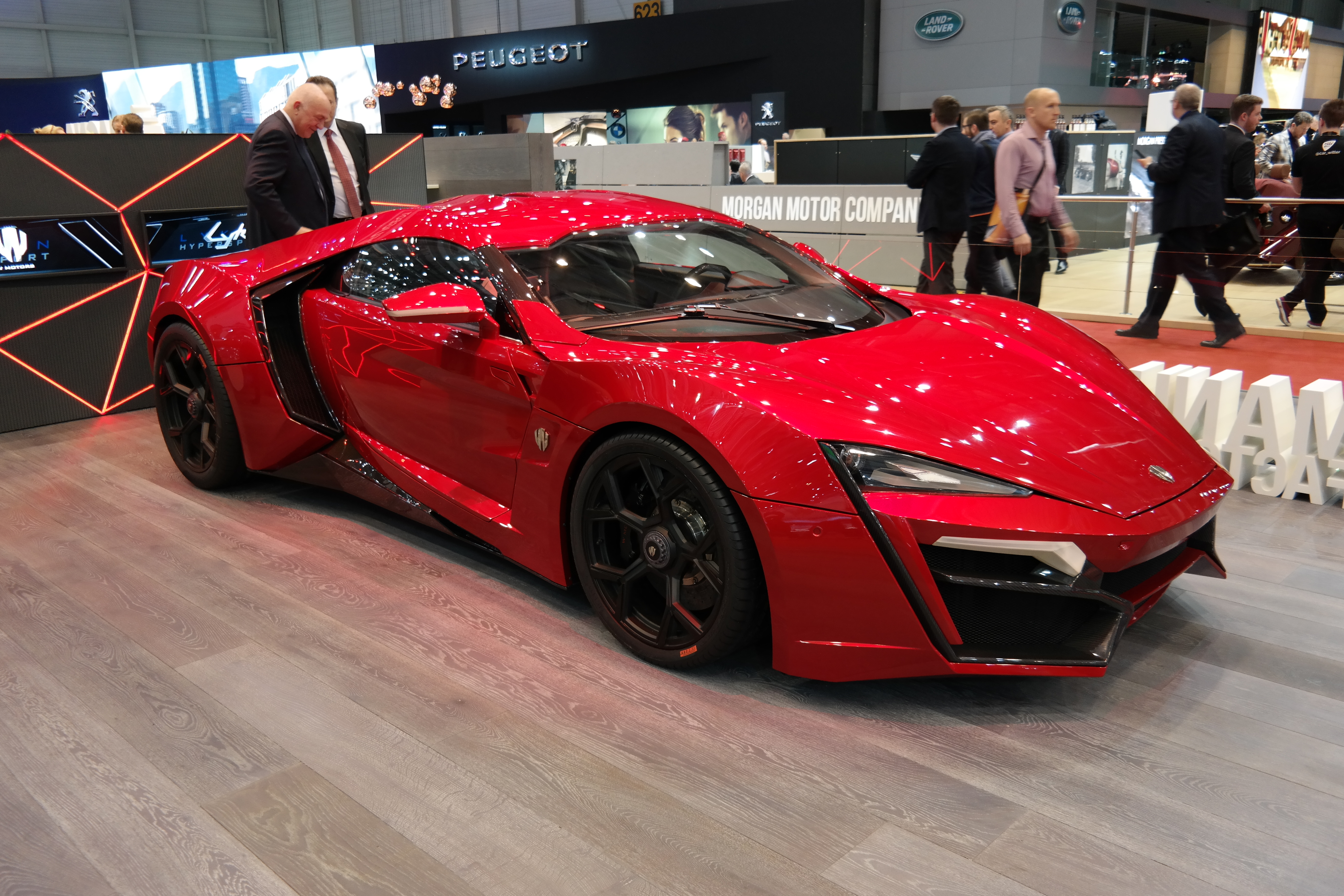

## روابط خارجية
- W Motors Hypersport official website